# Людина, що біжить (телепрограма)
Людина, що біжить (кор. 런닝 맨) — південнокорейське телешоу на каналі SBS. Прем'єра відбулася 11 липня 2010 року. В 2015 році, з тривалістю 5 років, телешоу стало самою довготривалою програмою на каналі SBS, яка перевершила X-Man.

## Опис
Шоу зняте в жанрі «гонитва», в міському середовищі. Постійні учасники і гості беруть участь в місії на виживання щоб виграти перегони. Програма привернула до себе увагу, своїм складом учасників: Ю Че Сок — основний ведучий програми, та співак Кім Чон Кук, учасник гурту «Турбо», прийшли на передачу зразу після закінчення Сімейної прогулянки що була частиною Good Sunday в лютому 2010 року. Комедіант ХаХа, який має великий досвід на дуже успішній і довготривалій передачі такій як Нескінченний виклик. Гері, учасник популярного хіп-хоп дуету Leessang (пішов з шоу після 324 епізоду, щоб зосередиться на кар'єрі співака). Популярний актор Сон Чжун Кі, який пішов з шоу після 41-го епізоду. Лі Кван Су, актор, новачок в сфері розважальних шоу. Його зріст становить 192 см, завдяки своєму зросту отримав прізвисько «Жираф». Акторка Сон Чі Хьо, єдина дівчина серед учасників. Телеведучий Чі Сок Джін, найстарший учасник програми, дружить з Ю Че Соком більше 20 років.[джерело?]
Телепередача стала популярною в інших частинах Азії, і придбала інтернет-популярність серед любителів Халлю в різних країнах світу. Вона була перекладена англійською, іспанською, французькою, італійською, тайською, в'єтнамською, китайською та деякими іншими мовами. Завдяки своїй популярності програма попала в список Business Insider в Топ 20 телевізійних шоу 2016 року.

## Галерея

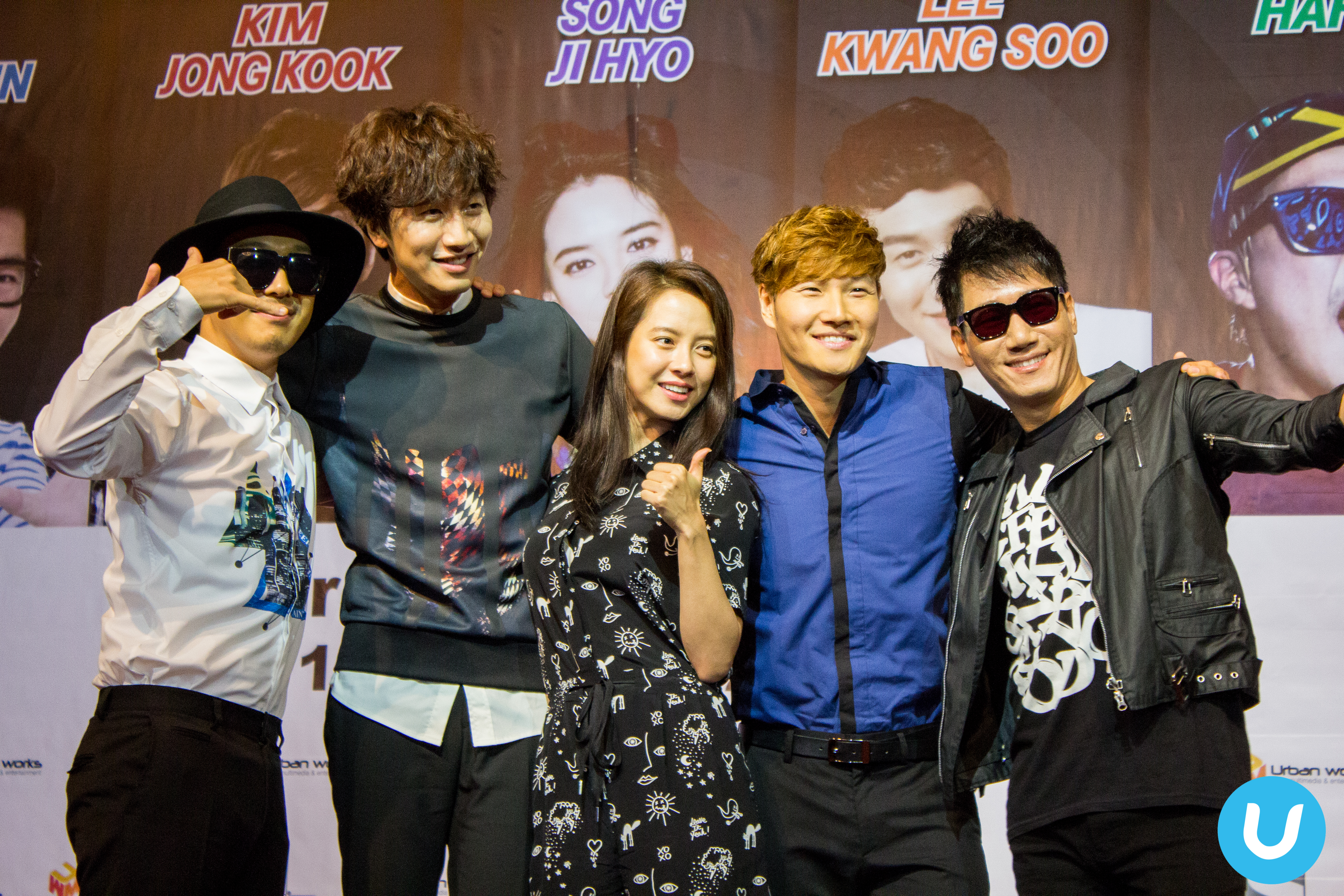
Ведучі на зустрічі з фанатами у 2014 році
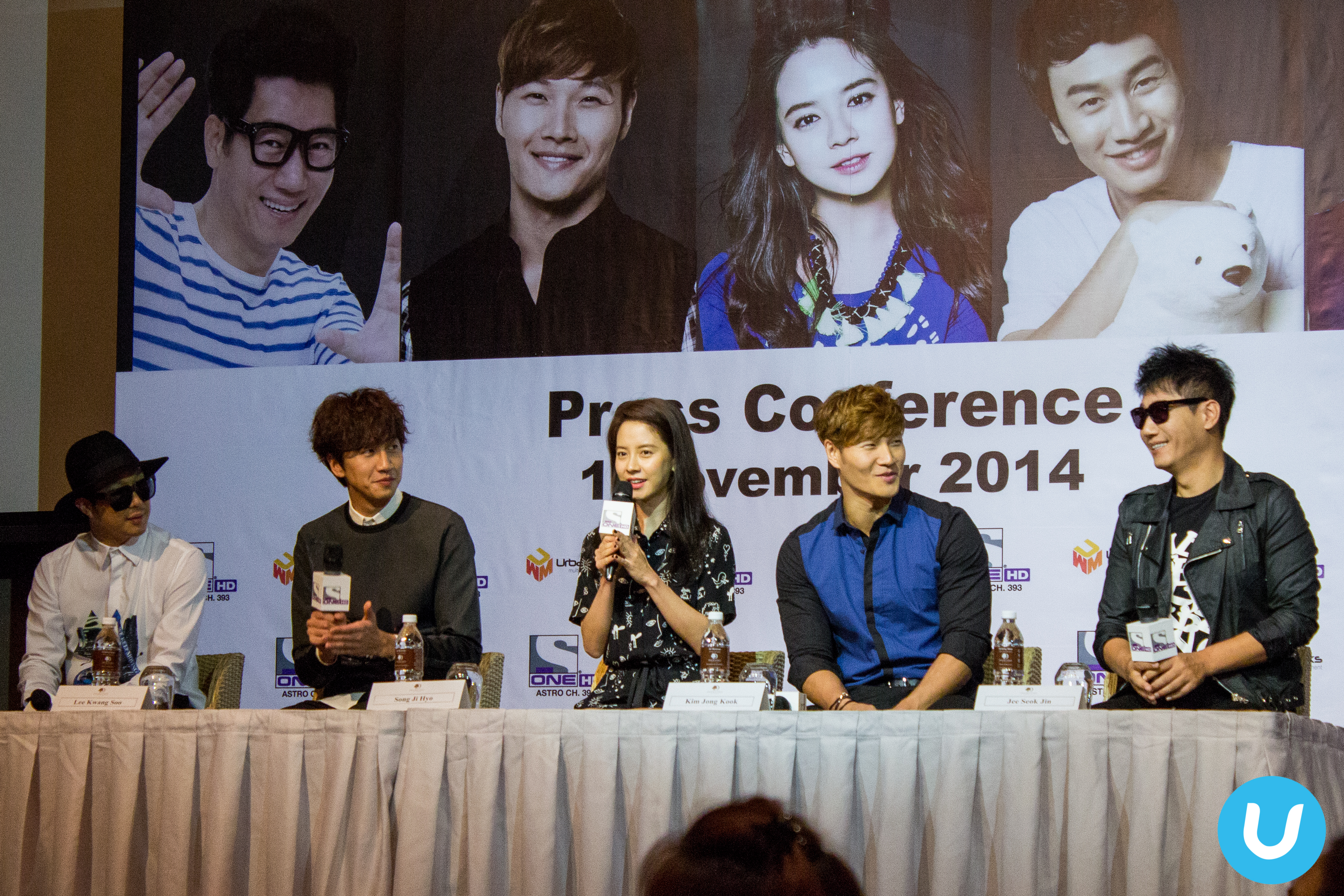
Ведучі відповідають на запитання фанатів (зустріч у Малайзії)
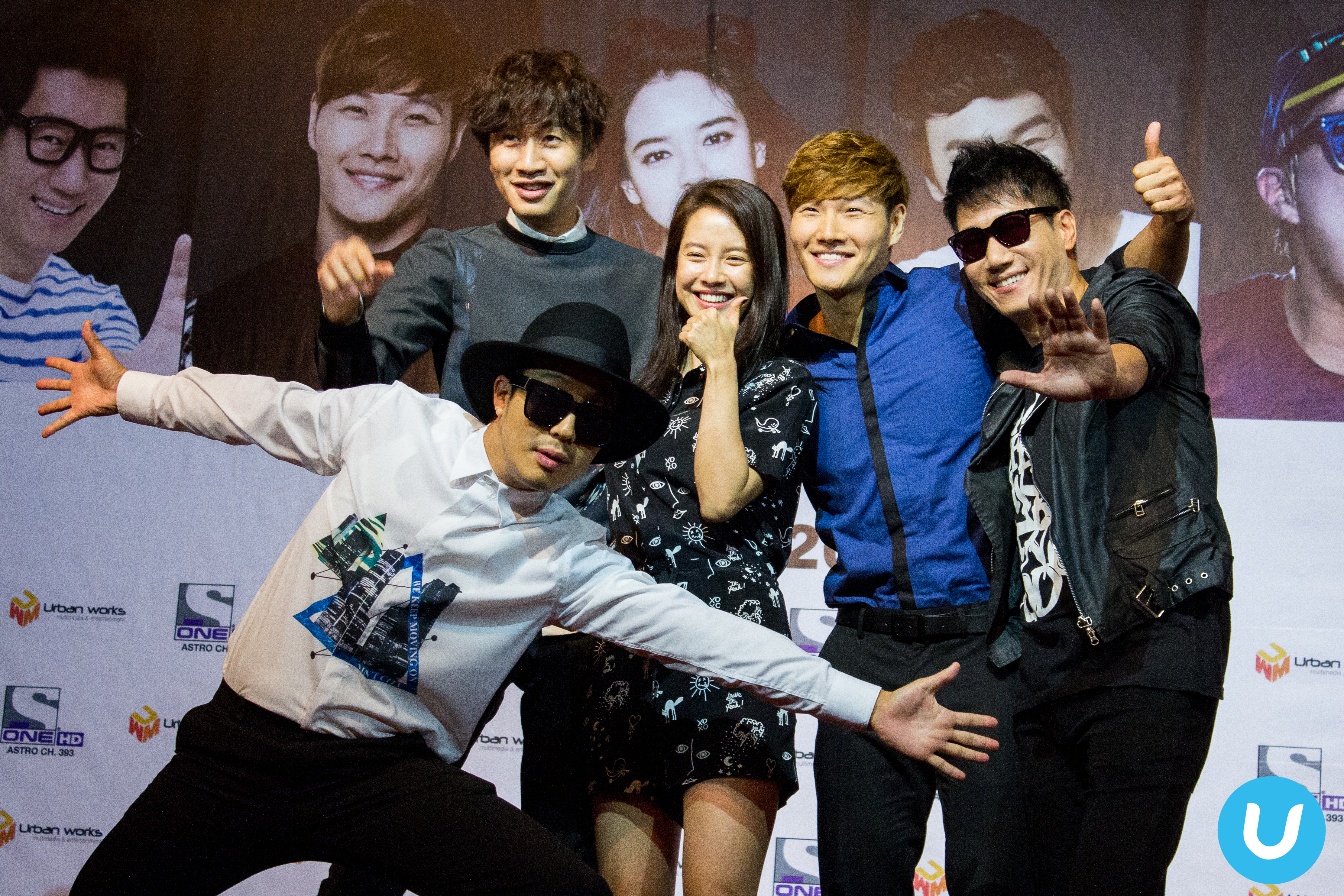
Ведучі на зустрічі з фанатами у 2014 році

## Нагороди
| Рік  | Нагорода                                  | Категорія                                          | Отримувач                   | Результат | Примітки      |
| ---- | ----------------------------------------- | -------------------------------------------------- | --------------------------- | --------- | ------------- |
| 2010 | 4-та Розважальна премія SBS               | Нова зірка Вар'єте                                 | Сон Чжун Кі                 | Перемога  | [ 7 ]         |
| 2010 | 4-та Розважальна премія SBS               | Нова зірка Вар'єте                                 | Гері                        | Перемога  | [ 7 ]         |
| 2010 | 4-та Розважальна премія SBS               | Нова зірка Вар'єте                                 | Лі Кван Су                  | Перемога  | [ 7 ]         |
| 2010 | 4-та Розважальна премія SBS               | Спеціальна нагорода у вар'єте                      | Сон Чі Хьо                  | Перемога  | [ 7 ]         |
| 2010 | 4-та Розважальна премія SBS               | Краща зірка телебачення                            | Кім Чон Кук                 | Перемога  | [ 7 ]         |
| 2010 | 4-та Розважальна премія SBS               | Netizen нагорода (найпопулярніша програма)         | «Людина, що біжить»         | Перемога  | [ 7 ]         |
| 2011 | 5-та Премія вибір Mnet 20's Choice Awards | Гаряча зірка вар'єте                               | Сон Чі Хьо                  | Номінація | [ 8 ]         |
| 2011 | 5-та Розважальна премія SBS               | Нагорода новачку (категорія вар'єте)               | Лі Кван Су                  | Перемога  | [ 9 ]         |
| 2011 | 5-та Розважальна премія SBS               | Кращий автор програми                              | Пак Хьон Сук                | Перемога  | [ 9 ]         |
| 2011 | 5-та Розважальна премія SBS               | Кращий артист вар'єте шоу                          | Хаха                        | Перемога  | [ 9 ]         |
| 2011 | 5-та Розважальна премія SBS               | Найвидатніша програма                              | «Людина, що біжить»         | Перемога  | [ 9 ]         |
| 2011 | 5-та Розважальна премія SBS               | Нагорода за високу майстерність у вар'єте          | Кім Чон Кук                 | Перемога  | [ 9 ]         |
| 2011 | 5-та Розважальна премія SBS               | Нагорода за високу майстерність у вар'єте          | Сон Чі Хьо                  | Перемога  | [ 9 ]         |
| 2011 | 5-та Розважальна премія SBS               | Нагорода Netizen's                                 | Сон Чі Хьо                  | Номінація | [ 9 ]         |
| 2011 | 5-та Розважальна премія SBS               | Нагорода Netizen's                                 | Ю Че Сок                    | Номінація | [ 9 ]         |
| 2011 | 5-та Розважальна премія SBS               | Головний приз (Daesang)                            | Ю Че Сок                    | Перемога  | [ 9 ]         |
| 2012 | 48-ма Премія мистецтв Пексан              | Найкраща учасниця розважальної програми            | Сон Чі Хьо                  | Номінація | [ 10 ]        |
| 2012 | 6-та Розважальна премія SBS               | Видатний артист вар'єте шоу                        | Гері                        | Перемога  | [ 11 ]        |
| 2012 | 6-та Розважальна премія SBS               | Видатний артист вар'єте шоу                        | Чі Сок Джін                 | Перемога  | [ 11 ]        |
| 2012 | 6-та Розважальна премія SBS               | Найпопулярніша серед глядачив програма             | «Людина, що біжить»         | Перемога  | [ 11 ]        |
| 2012 | 6-та Розважальна премія SBS               | Найпопулярніший ведучий                            | Ю Че Сок                    | Перемога  | [ 11 ]        |
| 2012 | 6-та Розважальна премія SBS               | Головний приз (Daesang)                            | Ю Че Сок                    | Перемога  | [ 11 ]        |
| 2013 | 49-та Премія мистецтв Пексан              | Найкраща розважальна програма                      | «Людина, що біжить»         | Номінація | [ 12 ]        |
| 2013 | 49-та Премія мистецтв Пексан              | Найкраща учасниця розважальної програми            | Сон Чі Хьо                  | Номінація | [ 12 ]        |
| 2013 | 49-та Премія мистецтв Пексан              | Найкращий учасник розважальної програми            | Ю Че Сок                    | Номінація | [ 12 ]        |
| 2013 | 49-та Премія мистецтв Пексан              | Великий приз (Тесан)                               | Ю Че Сок                    | Перемога  | [ 13 ]        |
| 2013 | Премія Yahoo! Asia Buzz                   | Найбільш харизматичний корейський ведучий          | Кім Чон Кук                 | Перемога  |               |
| 2013 | Премія NATE                               | Краще вар'єте шоу                                  | «Людина, що біжить»         | Перемога  |               |
| 2013 | Премія NATE                               | Краща пара                                         | Гері та Сон Чі Хьо          | Перемога  |               |
| 2013 | 7-ма Розважальна премія SBS               | Нагорода дружби                                    | Лі Кван Су                  | Перемога  | [ 14 ]        |
| 2013 | 7-ма Розважальна премія SBS               | Краща пара                                         | Чі Сок Джін та Лі Кван Су   | Номінація | [ 14 ]        |
| 2013 | 7-ма Розважальна премія SBS               | Краща пара                                         | Гері та Сон Чі Хьо          | Номінація | [ 14 ]        |
| 2013 | 7-ма Розважальна премія SBS               | Найпопулярніші у глядачив                          | команда «Людина, що біжить» | Перемога  | [ 14 ]        |
| 2013 | 7-ма Розважальна премія SBS               | Найвидатніша програма                              | «Людина, що біжить»         | Перемога  | [ 14 ]        |
| 2013 | 7-ма Розважальна премія SBS               | Видатний ведучий                                   | Хаха                        | Перемога  | [ 14 ]        |
| 2013 | 7-ма Розважальна премія SBS               | Видатний ведучий                                   | Кім Чон Кук                 | Перемога  | [ 14 ]        |
| 2013 | 7-ма Розважальна премія SBS               | Видатна ведуча                                     | Сон Чі Хьо                  | Перемога  | [ 14 ]        |
| 2013 | 7-ма Розважальна премія SBS               | Головний приз (Daesang)                            | Ю Че Сок                    | Номінація | [ 14 ]        |
| 2014 | 8-ма Розважальна премія SBS               | Найпопулярніша розважальна програма серед глядачив | Ю Че Сок                    | Перемога  | [ 15 ]        |
| 2014 | 8-ма Розважальна премія SBS               | Видатний артист вар'єте                            | Лі Кван Су                  | Перемога  | [ 15 ]        |
| 2014 | 8-ма Розважальна премія SBS               | Найвидатніший артист вар'єте                       | Кім Чон Кук                 | Перемога  | [ 15 ]        |
| 2014 | 8-ма Розважальна премія SBS               | Найпопулярніше вар'єте шоу                         | «Людина, що біжить»         | Перемога  | [ 15 ]        |
| 2014 | 8-ма Розважальна премія SBS               | Головний приз (Daesang)                            | Ю Че Сок                    | Номінація | [ 15 ]        |
| 2015 | Премія Ночі Юку                           | Дух розваг                                         | «Людина, що біжить»         | Перемога  |               |
| 2015 | 51-ша Премія мистецтв Пексан              | Найкраща розважальна програма                      | «Людина, що біжить»         | Номінація | [ 16 ]        |
| 2015 | 9-та Розважальна премія SBS               | Краща пара                                         | Гері & Сон Чі Хьо           | Номінація | [ 17 ]        |
| 2015 | 9-та Розважальна премія SBS               | Найпопулярніше вар'єте шоу                         | «Людина, що біжить»         | Перемога  | [ 17 ]        |
| 2015 | 9-та Розважальна премія SBS               | Нагорода за майстерність у вар'єте шоу             | Чі Сок Джін                 | Перемога  | [ 17 ]        |
| 2015 | 9-та Розважальна премія SBS               | Нагорода за високу майстерність у вар'єте шоу      | Гері                        | Перемога  | [ 17 ]        |
| 2015 | 9-та Розважальна премія SBS               | Нагорода за високу майстерність у вар'єте шоу      | Сон Чі Хьо                  | Перемога  | [ 17 ]        |
| 2015 | 9-та Розважальна премія SBS               | Найпопулярніша розважальна програма серед глядачив | Ю Че Сок                    | Перемога  | [ 17 ]        |
| 2015 | 9-та Розважальна премія SBS               | Головний приз (Daesang)                            | Ю Че Сок                    | Перемога  | [ 17 ]        |
| 2016 | 10-та Розважальна премія SBS              | Нагорода за високу майстерність у вар'єте шоу      | Лі Кван Су                  | Перемога  | [ 18 ] [ 19 ] |
| 2016 | 10-та Розважальна премія SBS              | Нагорода за високу майстерність у вар'єте шоу      | Хаха                        | Номінація | [ 18 ] [ 19 ] |
| 2016 | 10-та Розважальна премія SBS              | Головний приз (Daesang)                            | Ю Че Сок                    | Номінація | [ 18 ] [ 19 ] |
| 2017 | 11-та Розважальна премія SBS              | Нагорода за високу майстерність у вар'єте шоу      | Чі Сок Джін                 | Перемога  | [ 20 ] [ 21 ] |
| 2017 | 11-та Розважальна премія SBS              | Нагорода за майстерність у вар'єте                 | Чі Сок Джін                 | Номінація | [ 20 ] [ 21 ] |
| 2017 | 11-та Розважальна премія SBS              | Нагорода за майстерність у вар'єте                 | Хаха                        | Номінація | [ 20 ] [ 21 ] |
| 2017 | 11-та Розважальна премія SBS              | Новачок у вар'єте                                  | Чон Со Мін                  | Перемога  | [ 20 ] [ 21 ] |
| 2017 | 11-та Розважальна премія SBS              | Глобальна зірка                                    | «Людина, що біжить»         | Перемога  | [ 20 ] [ 21 ] |
| 2017 | 11-та Розважальна премія SBS              | Краща пара                                         | Лі Кван Су та Чон Со Мін    | Перемога  | [ 20 ] [ 21 ] |
| 2018 | 12-ма Розважальна премія SBS              | Нагорода від продюсерів                            | Кім Чон Кук                 | Перемога  | [ 22 ] [ 23 ] |
| 2018 | 12-ма Розважальна премія SBS              | Нагорода за високу майстерність у вар'єте          | Чон Со Мін                  | Перемога  | [ 22 ] [ 23 ] |
| 2018 | 12-ма Розважальна премія SBS              | Краща пара                                         | Кім Чон Кук та Хон Чін Йон  | Перемога  | [ 22 ] [ 23 ] |
| 2018 | 12-ма Розважальна премія SBS              | Краща пара                                         | Лі Кван Су та Чон Со Мін    | Номінація | [ 22 ] [ 23 ] |
| 2018 | 12-ма Розважальна премія SBS              | Краща командна робота                              | «Людина, що біжить»         | Перемога  | [ 22 ] [ 23 ] |
| 2018 | 12-ма Розважальна премія SBS              | Нагорода за популярність                           | Лі Кван Су                  | Перемога  | [ 22 ] [ 23 ] |
| 2018 | 12-ма Розважальна премія SBS              | Нагорода новачку (жінка)                           | Дженні Кім                  | Номінація | [ 22 ] [ 23 ] |
| 2018 | 12-ма Розважальна премія SBS              | Краща артистка                                     | Хон Чін Йон                 | Номінація | [ 22 ] [ 23 ] |
| 2018 | 12-ма Розважальна премія SBS              | Кращий виклик                                      | Кан Хан На                  | Номінація | [ 22 ] [ 23 ] |
| 2018 | 12-ма Розважальна премія SBS              | Кращий виклик                                      | Лі Да Хї                    | Номінація | [ 22 ] [ 23 ] |